# Villa de Otura
Villa de Otura é um município da Espanha na província de Granada, comunidade autónoma da Andaluzia, de área 24 km² com população de 5883 habitantes (2007) e densidade populacional de 215,70 hab/km².

## Demografia
| Variação demográfica do município entre 1991 e 2004 | Variação demográfica do município entre 1991 e 2004 | Variação demográfica do município entre 1991 e 2004 | Variação demográfica do município entre 1991 e 2004 |
| --------------------------------------------------- | --------------------------------------------------- | --------------------------------------------------- | --------------------------------------------------- |
| 1991                                                | 1996                                                | 2001                                                | 2004                                                |
| 2615                                                | 3499                                                | 4833                                                | 5222                                                |